# Triebel (Wuppertal)
Triebel ist eine Ortslage im Wuppertaler Stadtbezirk Uellendahl-Katernberg im Wohnquartier Siebeneick, die aus der Hofschaft Neuer Triebel hervorgegangen ist. 

## Lage und Beschreibung
Das in der geschlossenen Wohnbebauung aufgegangene Triebel liegt im Süden von Siebeneick an der heutigen Landesstraße 427 (Nevigeser Straße). 
Benachbarte Ortslagen sind Alter Triebel, Krieg, Am Lindgen, Krähenberg, Jungmannshof, Steingeshof, Wüstenhof, Schevenhof und Wolfsholz. Zu den abgegangenen Höfen zählen Elsternbusch und Schanze, in heutige Wohngebiete aufgegangene Wohnplätze sind Triebelsheide, Branger, Vogelsbruch, Metzmachersrath, Röttgen, In den Birken und Grenze Jagdhaus. Zwischen Alter Triebel und Triebel entspringt der Eigenbach.
Heute ist der ganze Bereich um den ursprünglichem Wohnplatz Neuer Triebel als Triebel bekannt, um dessen alten Ortskern großflächig eine dichte Siedlungsbebauung entstand. 

## Etymologie und Geschichte
Die Herkunft des Namens ist derzeit noch ungeklärt. Der Ort ist auf der Preußischen Uraufnahme von 1843 als neue Triebel eingezeichnet. Auf Messtischblättern trägt der Ort den Namen Triebel.
Im 19. Jahrhundert gehörten Neuer und Alter Triebel zu der Bauerschaft Kleine Höhe der Bürgermeisterei Hardenberg, die 1935 in Neviges umbenannt wurde. Damit gehörte es von 1816 bis 1861 zum Kreis Elberfeld und ab 1861 zum alten Kreis Mettmann. 
Die Landesstraße 427 wurde in den 1830er Jahren als Chaussee gebaut. Bis zu dieser Zeit führte die alte Straße von Elberfeld nach Neviges, die etwas nördlich der heutigen Landesstraße 427 verlief durch Triebel. Die heutige Straße Neuer Triebel verläuft von Metzmachersrath bis zum alten Siedlungskern von Neuer Triebel ein Stück auf ihrer Trasse. Sie wurde am 4. Juli 1977 eröffnet.
1888 lebten in Triebel acht Einwohner in einem Wohnhaus. Der Ort wird zu dieser Zeit als Triebel bezeichnet.
Durch die nordrhein-westfälische Gebietsreform kam Neviges mit Beginn des Jahres 1975 zur Stadt Velbert und die östlichen Außenortschaften von Neviges um Triebel wurden in Wuppertal eingemeindet.